# Marco Belinelli
Marco Stefano Belinelli (San Giovanni in Persiceto, 25 marzo 1986) è un ex cestista italiano, di ruolo guardia, nella sua carriera è stato professionista in Serie A ed in NBA.
Considerato tra i migliori giocatori italiani di sempre, è stato selezionato con la 18ª scelta assoluta al Draft NBA 2007 dai Golden State Warriors, ed è il primo e unico italiano ad aver vinto il titolo NBA (nella stagione 2013-2014 con i San Antonio Spurs), oltre che l'NBA Three-point Shootout (vinto durante l'NBA All-Star Weekend 2014).
Nel corso della carriera ha vinto inoltre tre campionati italiani, uno con la Fortitudo Bologna e due con la Virtus Bologna, una Supercoppa italiana con la Fortitudo, venendo nominato MVP di quest'ultima, e tre con la Virtus nonché, ancora, una Coppa Italia e una EuroCup sempre con la Virtus Bologna. Per finire, con 2 258 punti segnati in 154 partite, è il quarto miglior realizzatore nella storia della Nazionale italiana.

## Caratteristiche tecniche
Il suo ruolo in campo è quello di guardia tiratrice, prettamente con doti offensive. Belinelli è un micidiale tiratore da ogni distanza in particolar modo da 3 punti, ed è estremamente abile nel catch and shoot grazie alla sua capacità di rilasciare la palla velocemente ed in maniera precisa. È in grado di tirare con precisione sia in movimento che da fermo, come ha affermato il suo ex compagno di squadra Chris Paul. Altre caratteristiche del suo gioco sono i tagli in backdoor con i quali inserirsi ed appoggiare al canestro oppure attirare il raddoppio difensivo avversario con lo scopo di liberare un compagno. Nel 2014 ha vinto l'NBA Three-point Shootout, terzo europeo a riuscirsi dopo Predrag Stojaković e Dirk Nowitzki.

## Carriera

### Club (in Italia)

#### Gli inizi
Nella famiglia, il fratello maggiore Enrico giocava nella squadra locale, mentre il secondogenito Umberto praticava pattinaggio artistico a rotelle. Marco iniziò a giocare nelle giovanili della squadra della Vis Persiceto, che esordirono successivamente nei campionati regionali.
Nel 1997 viene notato dal responsabile del mini-basket Gianni Giardini e segnalato all'allora allenatore delle giovanili Massimiliano Milli, coadiuvato dal vice Licen Simone, tutti allenatori delle squadre giovanili della Virtus Bologna. Nella stagione 1997-1998 entra a far parte della squadra giocando nel ruolo di playmaker e sarà allenato per 4 anni consecutivi da Massimiliano Milli. La squadra vince per 4 anni di seguito i campionati provinciali e regionali, partecipando alle finali nazionali di Bormio e Marco riceve più volte la nomina di miglior giocatore nelle varie manifestazioni sportive. Marco continua a crescere e nella stagione 2001-2002 inizia a occuparsi di lui Marco Sanguettoli, storico allenatore dei cadetti e juniores della Virtus. Con Sanguettoli, formatore di tanti giovani giocatori, Marco gioca due anni (2001-2003) e continua a migliorare. A soli 15 anni inizia ad allenarsi con la prima squadra, con l'allenatore Ettore Messina e al fianco del campione argentino Emanuel Ginóbili.

#### Serie A (2002-2007)
Debutta in Serie A in Virtus Bologna-Snaidero Udine nella primavera del 2002, a 16 anni appena compiuti, segnando il suo primo canestro oltre l'arco dei tre punti.
Nel 2002-03 presenzia stabilmente in Serie A, con 22 presenze in campionato e 15 in partite europee una media di 3 punti a partita e un massimo di 14 punti nella partita contro la Benetton Treviso.
A causa del dissesto economico della Virtus, l'anno successivo passa alla Fortitudo Bologna, guidata dall'allenatore croato Jasmin Repeša.
Gioca 34 partite di campionato con ottimi risultati, 12 minuti abbondanti di utilizzo e una media di 4,5 punti a partita (65% da due punti e 41% da tre). In campo europeo gioca gli stessi minuti, con una media di 3 punti a partita e percentuali al tiro sempre altissime. Il massimo stagionale (14 punti) lo ottiene contro il Panathīnaïkos, giocando 32 minuti in cui tira con 6/7 dal campo, aggiungendo 3 rimbalzi offensivi. La squadra raggiunge la finale di Eurolega e la finale scudetto, entrambe perse.
Marco indossa inoltre la maglia della nazionale juniores, quarta agli Europei di Saragozza, e incomincia a essere seguito con interesse dalla NBA.
Nella stagione 2004-05 gioca 17 minuti, con una media di 7 punti a partita (61% da due punti, 41% da tre punti) e con un massimo di 20 punti. La squadra ne trova giovamento, e quando la rosa sembra essere ristretta, dopo l'infortunio del serbo Miloš Vujanić e l'allontanamento dalla squadra di Gianmarco Pozzecco, Belinelli dà un importante contributo alla squadra giocando un'inaspettata finale scudetto contro l'Olimpia Milano, che porterà la Fortitudo al secondo titolo italiano della sua storia, e al primo di Belinelli.
La stagione 2005-06 è quella dell’esplosione per Marco, che trascina la propria squadra alla finale di campionato, poi persa contro la Benetton Treviso guidata dalla futura prima scelta al draft NBA Andrea Bargnani. Marco risulta essere il miglior giocatore del campionato e uno dei prospetti europei più seguiti oltreoceano.
Durante il mondiale giapponese del 2006 gioca contro la nazionale americana, composta da giocatori del calibro di LeBron James e Carmelo Anthony, segnando 25 punti. Belinelli la descrisse nel 2015 come la partita più importante della sua vita.
Nel settembre 2006, Marco è l’oggetto del desiderio di quasi tutte le squadre italiane ed europee e firma un contratto quadriennale con la Fortitudo, al termine di una lunga trattativa che lo vide per molto tempo vicino alla Virtus Roma.
La sua ultima annata in Italia lo vede protagonista di una stagione difficile, complice la non facile situazione verificatasi in Fortitudo, fuori dai playoff al termine della stagione. Il 12 febbraio 2007 riceve, a soli vent'anni, uno dei riconoscimenti più importanti del basket italiano, il Premio Reverberi, giunto alla ventunesima edizione, e conosciuto con la denominazione di Oscar del Basket.

### NBA (2007-2020)

#### Golden State Warriors (2007-2009)
Il 28 giugno 2007, nel corso del draft NBA 2007 viene selezionato al primo giro come 18ª scelta assoluta dai Golden State Warriors, e secondo europeo, così come nel 2006 il già citato Bargnani (scelto come 1º assoluto dai Toronto Raptors).
All'esordio nella Summer League di Las Vegas l'8 luglio 2007 realizza 37 punti con 14/20 dal campo e 5/7 nel tiro da 3 in 40 minuti di gioco, allora seconda migliore prestazione nella breve storia del precampionato americano, a un solo punto da Keith Bogans che ne realizzò 38, nel 2004, con la maglia di Orlando. Nelle partite successive realizza, in ordine, 23, 15 e 16 punti, chiudendo la Summer League con una media di 22,8 punti (44,4% da tre punti) e 2,5 assist a partita. Poco dopo firma per due anni con la squadra californiana. In un'intervista dichiara di puntare persino a vincere il campionato.
Il 30 ottobre 2007 fa il suo esordio nell'NBA contro gli Utah Jazz, realizzando 6 punti con 2/4 dal campo (2/3 nel tiro da tre) in 12 minuti di gioco. La sua prima stagione negli Stati Uniti si rivela tuttavia avara di soddisfazioni: Marco infatti partecipa complessivamente solo a 33 delle 82 gare di stagione regolare, rimanendo in campo mediamente solo 7,3 minuti. A dicembre si vocifera persino che Marco potrebbe finire in D-League, la lega di sviluppo dell'NBA: l'eventualità non si concretizzerà mai, anche per la contrarietà del giocatore.
Dopo un'altra ottima Summer League, nella stagione 2008-09 Don Nelson continua a utilizzarlo poco, e Belinelli dichiara la sua insoddisfazione a La Gazzetta dello Sport. Complici anche gli infortuni dei compagni Corey Maggette e Stephen Jackson e la perdurante assenza di Monta Ellis, Belinelli trova finalmente spazio: dalla partita dell'8 dicembre contro gli Oklahoma City Thunder (vittoria 112-102 e 13 punti in 18') per lui inizia la "vera" carriera NBA e ben presto trova posto nel quintetto base. In 11 delle 13 partite disputate fino alla fine del 2008 segna più di 11 punti e il 19 dicembre 2008 nella partita contro gli Atlanta Hawks segna il suo record assoluto con 27 punti (11/21 dal campo, 3/10 da tre punti) in 42 minuti, aggiungendo 3 rimbalzi e 6 assist.
Il 29 dicembre 2008, nella partita casalinga vinta 117-111 contro i Toronto Raptors di Andrea Bargnani, segna 23 punti ed esce tra gli applausi al grido di "Rocky, Rocky", nome con cui i tifosi dei Warriors lo hanno ribattezzato in virtù di una somiglianza con Sylvester Stallone. L'11 gennaio 2009 si procura una distorsione alla caviglia destra nel match contro gli Indiana Pacers; prima dell'infortunio mette a referto 17 punti. Dopo oltre un mese di assenza rientra nella gara del 18 febbraio con i Lakers, firmando una prova che sembra farlo ripartire da dove aveva lasciato (6 punti e 4 assist in 15 minuti). Chiude la stagione con una media di 8,9 punti, 1,7 rimbalzi e 2,1 assist a partita e un utilizzo medio di 21 minuti.

#### Toronto Raptors (2009-2010)

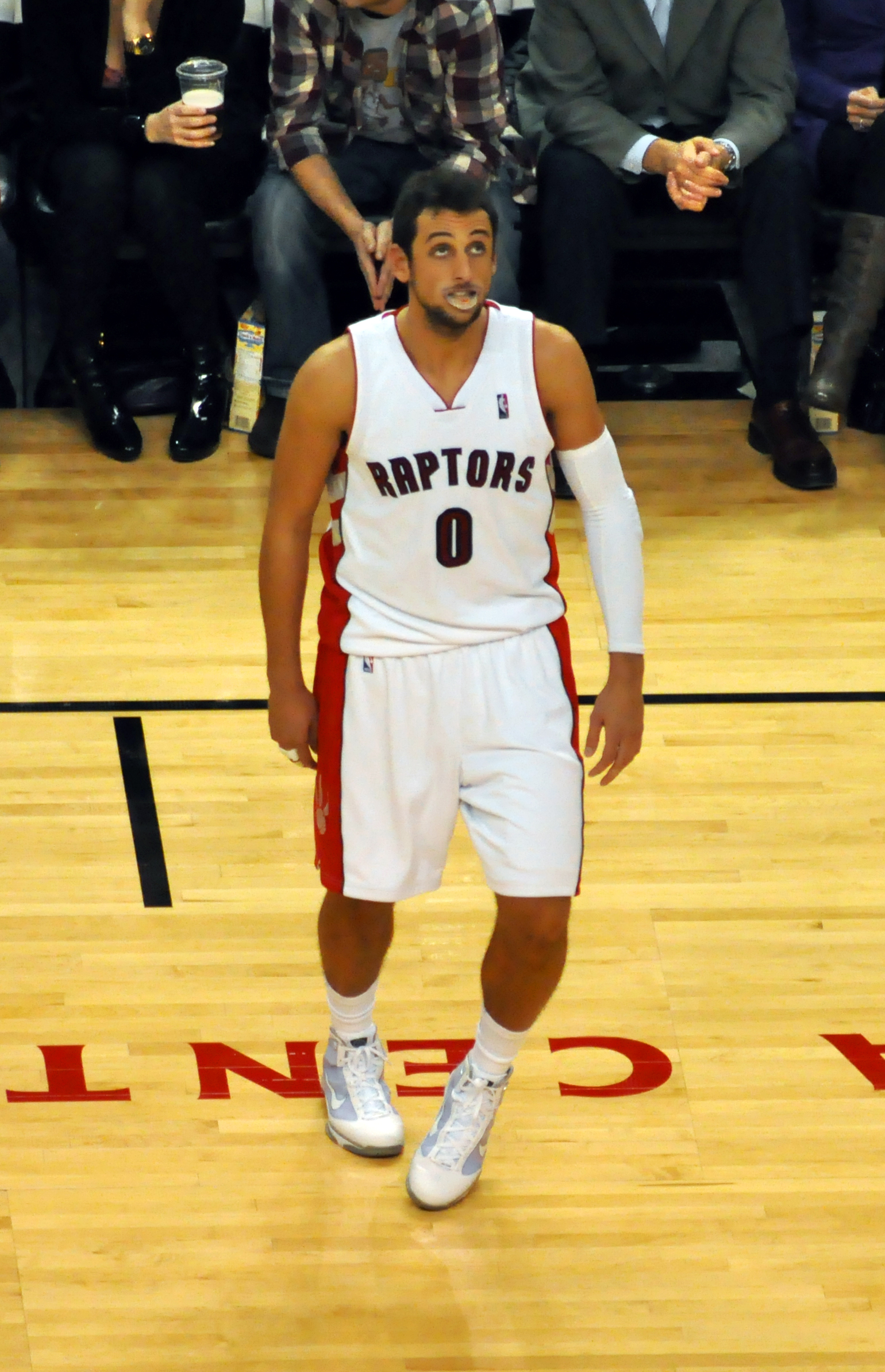
Marco Belinelli con la canotta numero 0 dei Toronto Raptors nel novembre 2009.

Il 30 luglio 2009 viene ceduto ai Toronto Raptors in cambio di Devean George. A Toronto lui raggiunge il suo connazionale Andrea Bargnani, formando la prima coppia di giocatori italiani nella stessa squadra in NBA. Il 29 ottobre 2009, il giorno dopo la prima partita ufficiale con la nuova maglia, i Raptors annunciano di aver esercitato l'opzione contrattuale per la stagione 2010-11. A Toronto Belinelli sembra destinato a giocarsi il ruolo di guardia tiratrice titolare con DeMar DeRozan: di fatto l'italiano diventa la seconda scelta in questo ruolo, e il suo minutaggio viene a essere, a fine stagione, di 17 minuti (minore di quello della stagione precedente ai Warriors), con una sola partita giocata da titolare e un impiego via via sempre minore. Nonostante ciò per Belinelli, con 66 partite giocate e più di 1 000 minuti sul parquet, è la stagione NBA con impiego più continuo. Le cifre della guardia italiana però si abbassano rispetto all'anno precedente: non solo i minuti, ma anche i punti (7,1 PPG). I Raptors finiscono la stagione con un bilancio di 40 vittorie e 42 sconfitte, mancando di un soffio i playoff, dopo un finale di stagione in calo.

#### New Orleans Hornets (2010-2012)
Nonostante il contratto coi Raptors in scadenza nel 2011, l'11 agosto 2010 la ESPN annuncia lo scambio di Belinelli con Julian Wright, ala dei New Orleans Hornets. A New Orleans Belinelli diventa titolare in pianta stabile (con David West, Trevor Ariza, Chris Paul ed Emeka Okafor) e contribuisce in modo significativo al miglior inizio di stagione della storia della franchigia con una striscia di 8 vittorie consecutive. Dopo la fine della stagione ottiene insieme alla squadra il passaggio ai play-off con il settimo posto nella Western Conference.
Marco per la prima volta in carriera gioca nella post-season NBA. Nei play-off gli Hornets affrontano i Los Angeles Lakers campioni in carica. Nonostante tenga una buona media punti (10,5), perde un po' sul tiro da 3 punti (solo 30,8% da 3 rispetto al 40,1 della RS), e gli Hornets perdono la serie 4-2. Le sue statistiche a fine stagione saranno: 10,4 punti a partita con una media di 24,5 minuti a incontro e il 40,1% al tiro da 3 punti.
A fine stagione Marco rimane free agent. Firma il 14 dicembre 2011 la qualifying offer per rimanere un altro anno a New Orleans. Il giorno successivo alla firma di Marco, le prospettive della stagione di NOLA cambiano drasticamente e non in bene. Dopo una lunga trattativa (anche con il mancato passaggio ai Lakers per opera di David Stern) la stella della squadra Chris Paul viene ceduta ai Los Angeles Clippers, nello scambio che assegna alla franchigia della Louisiana una prima scelta al Draft NBA 2012 (che era stata ottenuta in precedenza dai Minnesota Timberwolves), Eric Gordon, Chris Kaman e Al-Farouq Aminu.
Con l'arrivo di Eric Gordon (giocatore in grado di arrivare nelle prime tre stagioni a: 16,1 nella prima, 16,9 nella seconda, e 22,1 punti a partita nella terza stagione), Belinelli sembra essere destinato a diventare la sua riserva. All'inizio è così, anche se comunque Belinelli gioca una media di 15 minuti a partita, ma a causa di due gravi infortuni di Gordon alla prima gara della stagione in dicembre e in febbraio, Belinelli torna a essere il titolare della squadra come fu nella stagione precedente. La squadra, come pronosticabile dopo la partenza di Chris Paul, conclude ultima nella Western Conference con un record di 21 vittorie e 45 sconfitte. Belinelli ha disputato in totale tutte le 66 partite della stagione (quella stagione non furono 82 a causa del Lockout che ha fatto slittare l'inizio della stagione da ottobre a dicembre), di cui 55 da titolare, tenendo una media di 11,8 punti (career-high ancora oggi), 1,5 assist, 2,6 rimbalzi, 78,3% ai tiri liberi, 41,7% di tiri dal campo e 37,7% da 3 punti in 29,8 minuti a partita (career-high ancora oggi). A fine anno Belinelli non rifirma con i New Orleans Hornets (come fece l'anno precedente anche se l'opzione era di squadra), rimanendo così free agent.

#### Chicago Bulls (2012-2013)
Il 24 luglio 2012 Belinelli si trasferisce ai Chicago Bulls. Ai Bulls, seppur non giocando da titolare (su 73 partite, solo 27 nel quintetto base), riuscì a ritagliarsi uno spazio importante in una squadra molto competitiva. Ebbe difficoltà all'inizio, ma riuscì ad adattarsi al meglio nel sistema di coach Thibodeau. Disputa un'ottima stagione regolare con quasi 26 minuti di media, contribuendo in maniera sostanziale alla positiva stagione. Nella prima serie dei playoff contro i Brooklyn Nets Belinelli mise a segno 4 punti in gara-4, vinta dai Bulls 142-134 dopo 3 tempi supplementari. In gara-6, con i Bulls sconfitti 95-92, Belinelli fu il leader di assist della squadra. Il 5 maggio 2013 Belinelli segnò 24 punti in gara-7, vinta dai Bulls 99-93, e divenne il primo giocatore italiano a superare il primo turno di playoff nell'NBA.
Alla fine della stagione, in una lunga intervista con Federico Buffa, spiegò tante cose sulla sua carriera NBA (tra cui le sue insoddisfazioni a Golden State e soprattutto a Toronto, il workout pre-Draft e la notte del Draft stesso). L'anno successivo in un'intervista prima di gara-4 delle NBA Finals 2014 affermò che lui a Chicago ha imparato molto da Luol Deng e Kirk Hinrich (oltre che da Emanuel Ginóbili, suo compagno di squadra a San Antonio, dopo esserlo stato per breve tempo anche a Bologna nel 2002).

#### San Antonio Spurs: la vittoria dell'anello e la consacrazione (2013-2015)
L'11 luglio 2013 passa ai San Antonio Spurs firmando un contratto di 2 anni. Il 19 dicembre 2013 mette a segno il suo record assoluto con 28 punti in 29 minuti con 10 su 16 dal campo. Il successivo 2 gennaio realizza un nuovo record di 32 punti, nella sconfitta contro i New York Knicks del connazionale Andrea Bargnani. Nel 2014, grazie alla media stagionale di oltre il 44,5% nel tiro da tre punti, viene selezionato per partecipare all'NBA Three-point Shootout in occasione dell'NBA All-Star Weekend 2014. Vince la gara, sconfiggendo nello spareggio finale lo statunitense Bradley Beal. Il 31 maggio 2014 diventa il primo giocatore italiano a vincere una NBA Conference (la Western) e quindi a raggiungere le NBA Finals, dopo la vittoria per 4-2 nella serie contro gli Oklahoma City Thunder. Il 15 giugno vince il titolo NBA con gli Spurs, sconfiggendo 4-1 nella serie finale i Miami Heat e diventando pertanto anche il primo cestista italiano a vincere l'anello. Chiude la stagione con 11,4 punti a partita, con una media di 25,2 minuti a incontro e il 43% al tiro da 3 punti.
Il 17 settembre 2014, a Bologna, gli viene conferito il Nettuno d'oro. Il giorno successivo viene premiato nella sua San Giovanni in Persiceto con il Pesco d'oro (premio per il cittadino più rappresentativo del paese). Il 12 gennaio 2015, nel corso della tradizionale visita alla Casa Bianca della squadra detentrice del titolo NBA, nel discorso di benvenuto di Barack Obama a Belinelli vengono riservate le parole «who we miss on the Bulls» («di cui sentiamo la mancanza ai Bulls»), con chiaro riferimento al tifo del Presidente degli Stati Uniti per la squadra di Chicago.
Nella notte del 10 febbraio 2015 Belinelli regala con un canestro decisivo negli ultimi secondi della gara la vittoria numero 1 000 al suo allenatore Gregg Popovich, vincendo contro gli Indiana Pacers 95-93. Chiamato a difendere il titolo dell'NBA Three-point Shootout vinto l'anno precedente, non riesce a ripetersi, e la sfida viene vinta da Stephen Curry. Ad aprile gli Spurs, con il sesto posto ottenuto nella Western Conference, si qualificano per i Playoff, dove affrontano i Los Angeles Clippers venendone eliminati 4-3. Per Belinelli la migliore prestazione furono i 23 punti realizzati in gara-6.

#### Sacramento Kings (2015-2016)
Il 3 luglio 2015 si accorda con i Sacramento Kings. Al suo primo incontro di preseason 2015-2016, Marco mise a segno 32 punti nella vittoria contro i Trail Blazers, miglior realizzatore della partita. Debutta in regular season il 28 ottobre nella sconfitta contro i Los Angeles Clippers. La stagione di Belinelli è difficile ma conclusa comunque a più di 10 punti di media in quasi 25 minuti a partita. Il 24 marzo 2016, in un'intervista espresse il suo malcontento dichiarando che questa è stata secondo lui la sua "peggior stagione in NBA" e di voler essere scambiato dalla società californiana.

#### Il riscatto agli Charlotte Hornets (2016-2017)
Il 24 giugno 2016 Belinelli viene ceduto agli Charlotte Hornets in cambio della 22ª scelta assoluta al Draft NBA 2016, ovvero Malachi Richardson. Belinelli inizia la stagione con una media del 49% al tiro da 3 punti che lo porta a essere il miglior tiratore di questo inizio di stagione. La guardia di San Giovanni in Persiceto venne elogiata da Nicolas Batum (che in passato aveva più volte affrontato Belinelli in Eurolega e con la Nazionale francese) e dal coach della squadra Steve Clifford. Per la serietà mostrata dalla società Belinelli accostò la società della Carolina del Nord ai San Antonio Spurs. Il suo ottimo inizio di stagione venne frenato da una distorsione alla caviglia durante la partita contro i Chicago Bulls (sua ex-squadra) il 24 dicembre 2016 che lo costrinse a uscire in stampelle dal campo dopo pochi minuti di gioco. Tornò in campo il 5 gennaio 2017 nella gara vinta 123-112 in trasferta contro gli Oklahoma City Thunder; in quella partita Belinelli giocò 14 minuti in cui mise a referto 7 punti, 2 rimbalzi e 1 assist. L'11 gennaio 2017, nella gara persa per 121-114 al Toyota Center di Houston contro i locali Rockets, Belinelli mise a segno 15 punti. Alla fine della stagione gli Hornets non si qualificarono ai playoffs in quanto arrivarono undicesimi a est con un record di 36 vittorie e 46 sconfitte, venendo per giunta eliminati con due giornate d'anticipo dalla corsa per l'ottavo posto perdendo per 121-114 in casa contro i Boston Celtics. Nell'arco della stagione Belinelli tenne di media 10,5 punti in 74 partite.

#### Atlanta Hawks e Philadelphia 76ers (2017-2018)

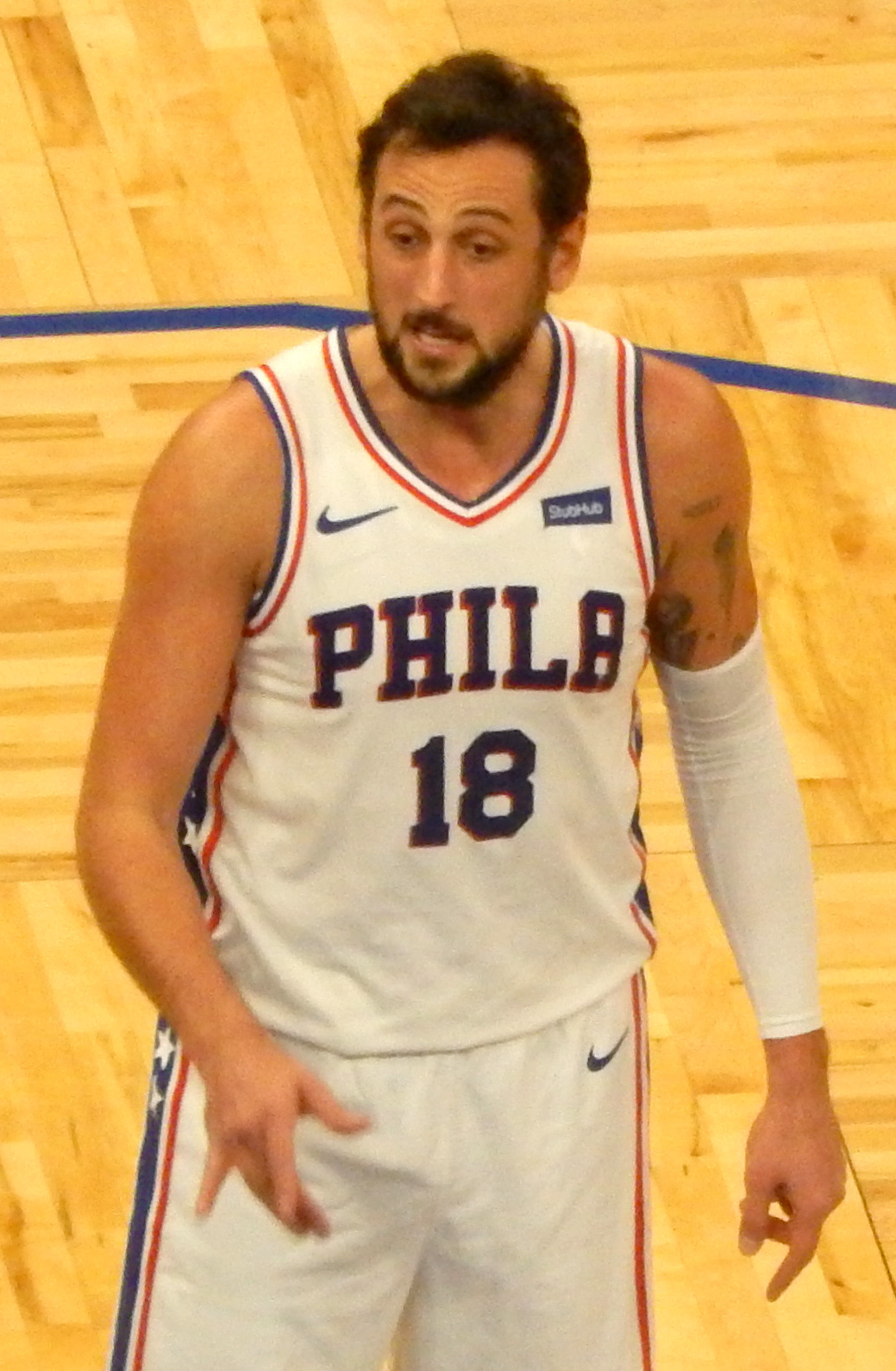
Marco Belinelli con la divisa dei Philadelphia 76ers nel 2018.

Il 21 giugno 2017 venne ceduto insieme a Miles Plumlee e alla 41ª scelta dagli Charlotte Hornets agli Atlanta Hawks in cambio di Dwight Howard e la 31ª scelta al Draft NBA 2017. Lasciato come free agent dagli Atlanta Hawks, il 10 febbraio 2018 viene ingaggiato dai Philadelphia 76ers. In questo sprazzo di stagione i 76ers vincono 16 partite consecutive con l'italiano che viaggia a medie mai raggiunte in carriera (oltre i 13 punti a partita), aiutando la squadra della città della fratellanza a raggiungere il terzo posto nelle Eastern Conference ed essere una candidata per le NBA Finals. I Philadelphia 76ers superano il primo turno contro i Miami Heat per 4-1, ma vengono eliminati nelle semifinali contro i Boston Celtics. Belinelli si rende protagonista per un tiro allo scadere in gara 3, che è valso i tempi supplementari, ma che non è bastato per evitare la sconfitta finale ai Sixers.

#### Il ritorno ai San Antonio Spurs (2018-2020)

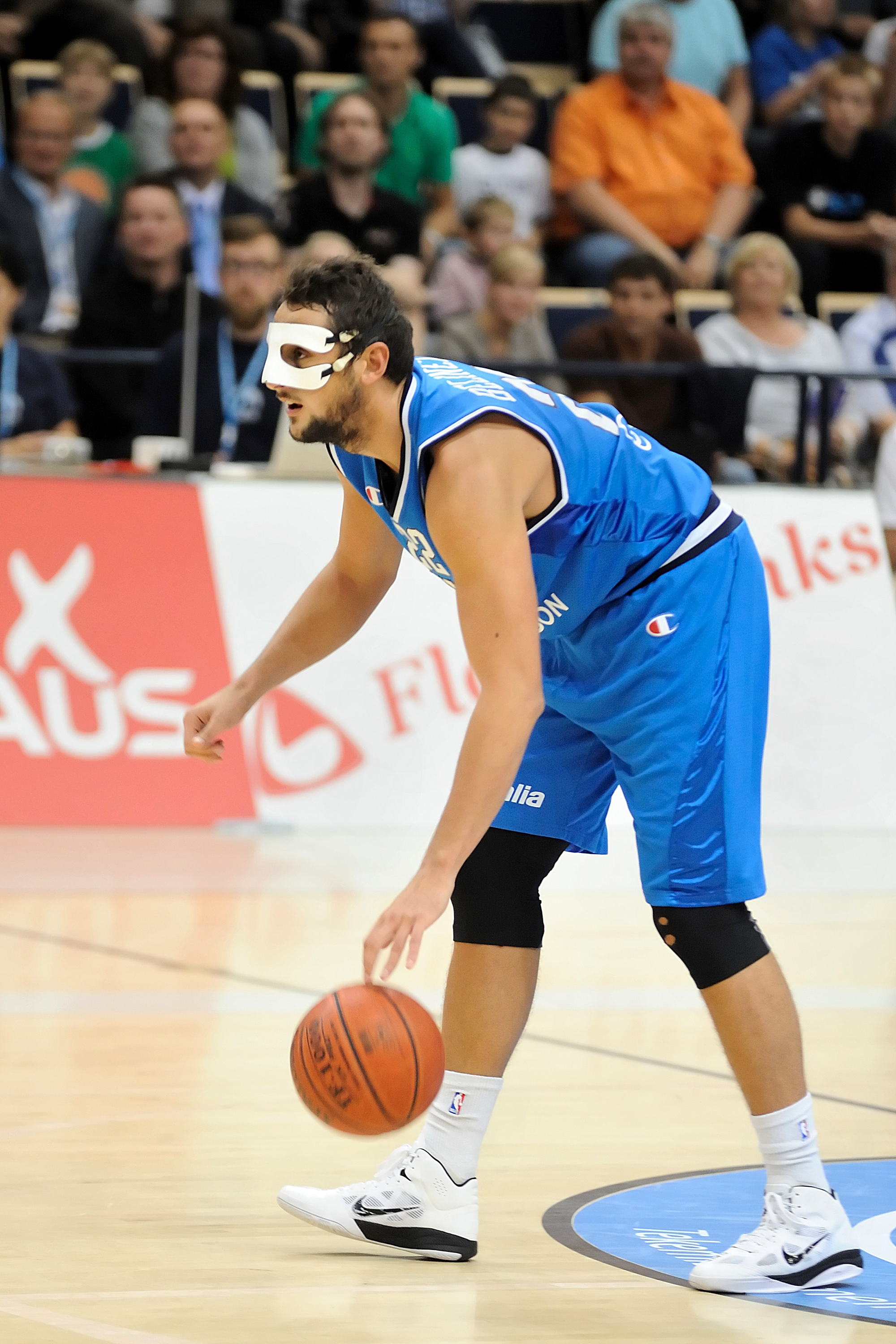
Belinelli in palleggio con la maglia dell'Italia contro la nel 2010.

Il 1º luglio 2018 fa ritorno ai San Antonio Spurs. Con gli speroni raggiunge un record NBA, arrivando al punto di segnare 50 triple con 9 franchigie diverse.

#### Il ritorno alla Virtus, le ultime vittorie e il ritiro
Il 26 novembre 2020, rimasto senza contratto, fa ritorno dopo 17 anni alla Virtus Bologna, con cui firma un contratto triennale da cinque milioni di euro. 
Fa il suo esordio nel derby d'Italia contro Olimpia Milano, partita in cui segna 9 punti, anche se la sua squadra perde 68-73.
Il 13 gennaio 2021 esordisce in Eurocup contro Cedevita Olimpija Ljubljana (vinta 90-76) nella prima partita valida per le Top 16 segnando 25 punti in 21 minuti a cui aggiunge anche 5 rimbalzi e 9 falli subiti.
Ai playoffs dello stesso anno, grazie alle sue prestazioni e a quelle di Miloš Teodosić, la Virtus Bologna vince lo scudetto battendo in finale l'Olimpia Milano per 4 a 0. Con la Virtus vince anche l'Eurocup nel 2022 e nuovamente il campionato nel 2025.
Il 18 agosto 2025, tramite i suoi social, annuncia il ritiro dal basket all'età di 39 anni  .

### Nazionale
Nel 2006 debutta nella Nazionale italiana, con cui partecipa ai Mondiali di Giappone 2006. Nella prima partita contro la Cina totalizza 6 punti, contro la Slovenia 26 e contro gli Stati Uniti 25, compresa una schiacciata in contropiede, subendo fallo da Carmelo Anthony; tuttavia ritrovarsi avanti di 12 con quell'azione (nella quale Belinelli segna il libero supplementare) non sarà sufficiente all'Italia per battere le stelle della NBA. Alla fine del torneo (in cui l'Italia viene eliminata agli ottavi di finale) è il migliore realizzatore della propria squadra con 13,5 punti a partita.
Nell'Europeo 2007 in Spagna è di nuovo il miglior realizzatore italiano, con una media di 15,5 punti a partita, che però non sono sufficienti a portare l'Italia ai quarti di finale. Nel 2008 rinuncia alla chiamata in nazionale, ritenendo più importante lavorare per migliorare individualmente che partecipare alle attività della nazionale italiana, impegnata nelle qualificazioni agli Europei 2009.
Partecipa alle qualificazioni EuroBasket 2011, svoltesi nell'agosto 2010. Viene successivamente convocato per gli Europei 2011, 2013, 2015 e 2017. Nel 2016 partecipa con l'Italia al torneo di qualificazione di Torino per le Olimpiadi di Rio de Janeiro, ma il 9 luglio viene battuto in finale dalla Croazia. Nel 2017 disputa le fasi finali dei Campionati Europei arrivando fino ai quarti di finale, dove la nazionale viene battuta il 13 settembre dalla Serbia futura finalista.

## Statistiche

### Serie A

#### Regular Season
| Anno       | Squadra           | PG  | PT  | MP   | TC%  | 3P%  | TL%  | RP  | AP  | PRP | SP  | PP   |
| ---------- | ----------------- | --- | --- | ---- | ---- | ---- | ---- | --- | --- | --- | --- | ---- |
| 2001-2002  | Virtus Bologna    | 1   | 1   | 5,0  | 50,0 | 100  | -    | 1,0 | 1,0 | 0,0 | 0,0 | 3,0  |
| 2002-2003  | Virtus Bologna    | 22  | 16  | 9,4  | 33,3 | 13,3 | 75,0 | 0,7 | 0,2 | 0,3 | 0,1 | 2,6  |
| 2003-2004  | Fortitudo Bologna | 33  | 28  | 11,6 | 55,3 | 41,3 | 78,9 | 0,8 | 0,4 | 0,7 | 0,0 | 4,6  |
| 2004-2005† | Fortitudo Bologna | 34  | 33  | 17,0 | 47,1 | 41,8 | 71,1 | 0,8 | 0,5 | 1,0 | 0,0 | 6,2  |
| 2005-2006  | Fortitudo Bologna | 34  | 34  | 27,3 | 45,2 | 42,1 | 73,7 | 1,0 | 1,6 | 1,5 | 0,0 | 12,8 |
| 2006-2007  | Fortitudo Bologna | 34  | 33  | 31,4 | 42,2 | 32,9 | 74,8 | 1,8 | 1,4 | 2,0 | 0,1 | 16,0 |
| 2020-2021† | Virtus Bologna    | 17  | 15  | 22,9 | 42,2 | 34,1 | 87,2 | 3,1 | 2,1 | 0,3 | 0,0 | 15,1 |
| 2021-2022  | Virtus Bologna    | 19  | 19  | 21,6 | 42,5 | 33,9 | 82,3 | 2,2 | 1,9 | 0,4 | 0,0 | 13,7 |
| 2022-2023  | Virtus Bologna    | 29  | 29  | 20,9 | 42,5 | 35,6 | 87,7 | 1,3 | 1,8 | 0,8 | 0,0 | 12,7 |
| 2023-2024  | Virtus Bologna    | 29  | 28  | 20,6 | 44,4 | 41,2 | 90,9 | 1,4 | 2,1 | 0,6 | 0,0 | 13,9 |
| Carriera   | Carriera          | 252 | 236 | 19,6 | 43,9 | 37,4 | 80,9 | 1,3 | 1,2 | 0,9 | 0,0 | 10,3 |

#### Playoffs
| Anno     | Squadra           | PG | PT | MP   | TC%  | 3P%  | TL%  | RP  | AP  | PRP | SP  | PP   |
| -------- | ----------------- | -- | -- | ---- | ---- | ---- | ---- | --- | --- | --- | --- | ---- |
| 2004     | Fortitudo Bologna | 9  | 6  | 14,3 | 37,5 | 40,0 | -    | 0,5 | 0,3 | 0,7 | 0,0 | 4,0  |
| 2005†    | Fortitudo Bologna | 11 | 11 | 19,6 | 45,6 | 36,8 | 92,0 | 1,0 | 1,0 | 1,3 | 0,1 | 8,1  |
| 2006     | Fortitudo Bologna | 13 | 13 | 28,9 | 40,5 | 38,6 | 86,7 | 2,0 | 1,8 | 1,2 | 0,0 | 14,2 |
| 2021†    | Virtus Bologna    | 10 | 10 | 23,2 | 40,2 | 34,8 | 95,8 | 1,8 | 1,3 | 1,1 | 0,0 | 13,7 |
| 2022     | Virtus Bologna    | 12 | 12 | 20,1 | 37,4 | 37,5 | 78,6 | 1,5 | 0,7 | 0,5 | 0,0 | 9,8  |
| 2023     | Virtus Bologna    | 13 | 13 | 19,8 | 47,0 | 42,7 | 90,0 | 0,9 | 1,0 | 0,8 | 0,0 | 13,2 |
| 2024     | Virtus Bologna    | 13 | 13 | 22,5 | 40,0 | 40,7 | 97,2 | 1,5 | 2,5 | 0,2 | 0,0 | 13,4 |
| Carriera | Carriera          | 81 | 78 | 21,0 | 41,3 | 38,9 | 90,2 | 1,3 | 1,3 | 0,8 | 0,0 | 11,1 |

### NBA

#### Regular Season
| Anno       | Squadra            | PG  | PT  | MP   | TC%  | 3P%  | TL%  | RP  | AP  | PRP | SP  | PP   |
| ---------- | ------------------ | --- | --- | ---- | ---- | ---- | ---- | --- | --- | --- | --- | ---- |
| 2007-2008  | G.S. Warriors      | 33  | 0   | 7,3  | 38,7 | 39,0 | 77,8 | 0,4 | 0,5 | 0,2 | 0,0 | 2,9  |
| 2008-2009  | G.S. Warriors      | 42  | 23  | 21,0 | 44,2 | 39,7 | 76,9 | 1,7 | 2,1 | 0,9 | 0,0 | 8,9  |
| 2009-2010  | Toronto Raptors    | 66  | 1   | 17,0 | 40,6 | 38,0 | 83,5 | 1,4 | 1,3 | 0,6 | 0,1 | 7,1  |
| 2010-2011  | N.O. Hornets       | 80  | 69  | 24,5 | 43,7 | 41,4 | 78,4 | 1,9 | 1,2 | 0,5 | 0,1 | 10,5 |
| 2011-2012  | N.O. Hornets       | 66  | 55  | 29,8 | 41,7 | 37,7 | 78,3 | 2,6 | 1,5 | 0,7 | 0,1 | 11,8 |
| 2012-2013  | Chicago Bulls      | 73  | 27  | 25,8 | 39,5 | 35,7 | 83,9 | 1,9 | 2,0 | 0,6 | 0,1 | 9,6  |
| 2013-2014† | San Antonio Spurs  | 80  | 25  | 25,2 | 48,5 | 43,0 | 84,7 | 2,8 | 2,2 | 0,6 | 0,1 | 11,4 |
| 2014-2015  | San Antonio Spurs  | 62  | 9   | 22,4 | 42,3 | 37,4 | 84,8 | 2,5 | 1,5 | 0,5 | 0,0 | 9,2  |
| 2015-2016  | Sacramento Kings   | 68  | 7   | 24,6 | 38,6 | 30,6 | 83,3 | 1,7 | 1,9 | 0,5 | 0,0 | 10,2 |
| 2016-2017  | Charlotte Hornets  | 74  | 0   | 24,0 | 42,9 | 36,0 | 89,3 | 2,4 | 2,0 | 0,6 | 0,1 | 10,5 |
| 2017-2018  | Atlanta Hawks      | 52  | 1   | 23,3 | 41,1 | 37,2 | 92,7 | 1,9 | 2,0 | 0,9 | 0,1 | 11,4 |
| 2017-2018  | Philadelphia 76ers | 28  | 1   | 26,3 | 49,5 | 38,5 | 87,0 | 1,8 | 1,6 | 0,7 | 0,3 | 13,6 |
| 2018-2019  | San Antonio Spurs  | 79  | 1   | 23,0 | 41,3 | 37,2 | 90,3 | 2,5 | 1,7 | 0,4 | 0,1 | 10,5 |
| 2019-2020  | San Antonio Spurs  | 57  | 0   | 15,5 | 39,2 | 37,6 | 82,8 | 1,7 | 1,2 | 0,2 | 0,0 | 6,3  |
| Carriera   | Carriera           | 860 | 219 | 22,7 | 42,4 | 37,6 | 84,6 | 2,1 | 1,7 | 0,6 | 0,1 | 9,7  |

#### Play-off
| Anno     | Squadra            | PG | PT | MP   | TC%  | 3P%  | TL%  | RP  | AP  | PRP | SP  | PP   |
| -------- | ------------------ | -- | -- | ---- | ---- | ---- | ---- | --- | --- | --- | --- | ---- |
| 2011     | N.O. Hornets       | 6  | 6  | 28,8 | 36,5 | 30,8 | 100  | 0,8 | 0,7 | 0,8 | 0,0 | 9,7  |
| 2013     | Chicago Bulls      | 12 | 7  | 27,1 | 41,1 | 34,0 | 87,9 | 2,9 | 2,6 | 0,4 | 0,0 | 11,1 |
| 2014†    | San Antonio Spurs  | 23 | 0  | 15,5 | 44,4 | 42,1 | 95,5 | 2,3 | 0,8 | 0,1 | 0,0 | 5,4  |
| 2015     | San Antonio Spurs  | 7  | 0  | 16,6 | 51,3 | 46,7 | 84,6 | 1,9 | 1,4 | 0,3 | 0,0 | 9,3  |
| 2018     | Philadelphia 76ers | 10 | 0  | 27,3 | 40,6 | 34,8 | 87,1 | 2,1 | 2,0 | 0,7 | 0,0 | 12,9 |
| 2019     | San Antonio Spurs  | 7  | 0  | 18,7 | 36,8 | 38,1 | 83,3 | 1,9 | 1,1 | 0,0 | 0,3 | 5,9  |
| Carriera | Carriera           | 65 | 13 | 21,1 | 41,6 | 37,5 | 89,0 | 2,1 | 1,4 | 0,3 | 0,0 | 8,5  |

#### Massimi in carriera
- Massimo di punti: 32 vs. New York Knicks (2 gennaio 2014)[69]
- Massimo di rimbalzi: 11 vs. Boston Celtics (12 febbraio 2014)
- Massimo di assist: 8 (3 volte)
- Massimo di palle rubate: 4 (3 volte)
- Massimo di stoppate: 2 (2 volte)
- Massimo di minuti giocati: 51 vs. Denver Nuggets (18 marzo 2013)

### Eurolega
| Anno      | Squadra           | PG  | PT | MP   | TC%  | 3P%  | TL%  | RP  | AP  | PRP | SP  | PP   |
| --------- | ----------------- | --- | -- | ---- | ---- | ---- | ---- | --- | --- | --- | --- | ---- |
| 2002-2003 | Virtus Bologna    | 8   | 0  | 16,3 | 39,5 | 27,8 | 66,7 | 1,3 | 1,0 | 0,4 | 0,0 | 5,6  |
| 2003-2004 | Fortitudo Bologna | 16  | 7  | 12,6 | 42,5 | 39,1 | 83,3 | 0,6 | 0,3 | 0,3 | 0,0 | 3,0  |
| 2004-2005 | Fortitudo Bologna | 20  | 1  | 15,0 | 49,2 | 36,7 | 68,8 | 1,2 | 1,1 | 0,5 | 0,1 | 4,2  |
| 2005-2006 | Fortitudo Bologna | 19  | 12 | 27,9 | 47,9 | 43,9 | 71,1 | 1,6 | 1,0 | 1,4 | 0,0 | 13,4 |
| 2006-2007 | Fortitudo Bologna | 13  | 13 | 27,8 | 37,8 | 32,0 | 75,6 | 1,9 | 1,3 | 0,8 | 0,0 | 12,8 |
| 2022-2023 | Virtus Bologna    | 21  | 1  | 16,9 | 42,2 | 40,7 | 93,5 | 1,4 | 1,1 | 0,5 | 0,0 | 10,0 |
| 2023-2024 | Virtus Bologna    | 35  | 33 | 22,8 | 40,4 | 38,2 | 86,5 | 1,7 | 1,7 | 0,4 | 0,0 | 14,1 |
| 2024-2025 | Virtus Bologna    | 30  | 1  | 13,7 | 36,2 | 29,4 | 81,8 | 0,5 | 0,9 | 0,3 | 0,0 | 6,2  |
| Carriera  | Carriera          | 162 | 68 | 19,0 | 41,4 | 37,2 | 81,3 | 1,2 | 1,1 | 0,5 | 0,0 | 9,2  |

### Cronologia presenze e punti in Nazionale
| Cronologia completa delle presenze e dei punti in Nazionale - Italia | Cronologia completa delle presenze e dei punti in Nazionale - Italia | Cronologia completa delle presenze e dei punti in Nazionale - Italia | Cronologia completa delle presenze e dei punti in Nazionale - Italia | Cronologia completa delle presenze e dei punti in Nazionale - Italia | Cronologia completa delle presenze e dei punti in Nazionale - Italia | Cronologia completa delle presenze e dei punti in Nazionale - Italia | Cronologia completa delle presenze e dei punti in Nazionale - Italia |
| Data                                                                 | Città                                                                | In casa                                                              | Risultato                                                            | Ospiti                                                               | Competizione                                                         | Punti                                                                | Note                                                                 |
| -------------------------------------------------------------------- | -------------------------------------------------------------------- | -------------------------------------------------------------------- | -------------------------------------------------------------------- | -------------------------------------------------------------------- | -------------------------------------------------------------------- | -------------------------------------------------------------------- | -------------------------------------------------------------------- |
| 16/07/2006                                                           | Bormio                                                               | Serbia e Montenegro                                                  | 86 - 58                                                              | Italia                                                               | Amichevole                                                           | 10                                                                   | [ 70 ]                                                               |
| 19/07/2006                                                           | Bormio                                                               | Turchia                                                              | 71 - 87                                                              | Italia                                                               | Amichevole                                                           | 20                                                                   | [ 71 ]                                                               |
| 21/07/2006                                                           | Bormio                                                               | Italia                                                               | 73 - 67                                                              | Canada                                                               | Torneo amichevole                                                    | 8                                                                    | [ 72 ]                                                               |
| 22/07/2006                                                           | Bormio                                                               | Italia                                                               | 70 - 75                                                              | Serbia e Montenegro                                                  | Torneo amichevole                                                    | 17                                                                   | [ 73 ]                                                               |
| 23/07/2006                                                           | Bormio                                                               | Italia                                                               | 62 - 83                                                              | Grecia                                                               | Torneo amichevole                                                    | 5                                                                    | [ 74 ]                                                               |
| 31/07/2006                                                           | Atene                                                                | Italia                                                               | 59 - 66                                                              | Francia                                                              | Torneo amichevole                                                    | 14                                                                   | [ 75 ]                                                               |
| 01/08/2006                                                           | Atene                                                                | Grecia                                                               | 70 - 63                                                              | Italia                                                               | Torneo amichevole                                                    | 0                                                                    | [ 76 ]                                                               |
| 04/08/2006                                                           | Berlino                                                              | Italia                                                               | 79 - 65                                                              | Francia                                                              | Torneo amichevole                                                    | 14                                                                   | [ 77 ]                                                               |
| 05/08/2006                                                           | Berlino                                                              | Germania                                                             | 65 - 70                                                              | Italia                                                               | Torneo amichevole                                                    | 18                                                                   | [ 78 ]                                                               |
| 12/08/2006                                                           | Seul                                                                 | Italia                                                               | 64 - 69                                                              | Turchia                                                              | Torneo amichevole                                                    | 6                                                                    | [ 79 ]                                                               |
| 13/08/2006                                                           | Seul                                                                 | Corea del Sud                                                        | 61 - 96                                                              | Italia                                                               | Torneo amichevole                                                    | 14                                                                   | [ 80 ]                                                               |
| 19/08/2006                                                           | Sapporo                                                              | Italia                                                               | 84 - 69                                                              | Cina                                                                 | Mondiali 2006 - Fase a gironi                                        | 6                                                                    | [ 81 ]                                                               |
| 20/08/2006                                                           | Sapporo                                                              | Italia                                                               | 80 - 76                                                              | Slovenia                                                             | Mondiali 2006 - Fase a gironi                                        | 26                                                                   | [ 82 ]                                                               |
| 22/08/2006                                                           | Sapporo                                                              | Italia                                                               | 64 - 56                                                              | Senegal                                                              | Mondiali 2006 - Fase a gironi                                        | 8                                                                    | [ 83 ]                                                               |
| 23/08/2006                                                           | Sapporo                                                              | Italia                                                               | 85 - 94                                                              | Stati Uniti                                                          | Mondiali 2006 - Fase a gironi                                        | 25                                                                   | [ 84 ]                                                               |
| 24/08/2006                                                           | Sapporo                                                              | Italia                                                               | 73 - 72                                                              | Porto Rico                                                           | Mondiali 2006 - Fase a gironi                                        | 7                                                                    | [ 85 ]                                                               |
| 26/08/2006                                                           | Saitama                                                              | Italia                                                               | 68 - 71                                                              | Lituania                                                             | Mondiali 2006 - Ottavi di Finale                                     | 9                                                                    | [ 86 ]                                                               |
| 29/07/2007                                                           | Bormio                                                               | Italia                                                               | 77 - 59                                                              | Turchia                                                              | Amichevole                                                           | 16                                                                   | [ 87 ]                                                               |
| 31/07/2007                                                           | Bormio                                                               | Italia                                                               | 86 - 65                                                              | Austria                                                              | Torneo amichevole                                                    | 21                                                                   | [ 88 ]                                                               |
| 01/08/2007                                                           | Bormio                                                               | Italia                                                               | 81 - 70                                                              | Croazia                                                              | Torneo amichevole                                                    | 16                                                                   | [ 89 ]                                                               |
| 03/08/2007                                                           | Bormio                                                               | Italia                                                               | 86 - 54                                                              | Australia                                                            | Torneo amichevole                                                    | 11                                                                   | [ 90 ]                                                               |
| 04/08/2007                                                           | Bormio                                                               | Italia                                                               | 72 - 66                                                              | Croazia                                                              | Torneo amichevole                                                    | 15                                                                   | [ 91 ]                                                               |
| 12/08/2007                                                           | Cagliari                                                             | Italia                                                               | 88 - 57                                                              | Rep. Ceca                                                            | Torneo amichevole                                                    | 13                                                                   | [ 92 ]                                                               |
| 13/08/2007                                                           | Cagliari                                                             | Italia                                                               | 83 - 73                                                              | Lettonia                                                             | Torneo amichevole                                                    | 23                                                                   | [ 93 ]                                                               |
| 14/08/2007                                                           | Cagliari                                                             | Italia                                                               | 84 - 52                                                              | Polonia                                                              | Torneo amichevole                                                    | 3                                                                    | [ 94 ]                                                               |
| 20/08/2007                                                           | Atene                                                                | Italia                                                               | 81 - 84                                                              | Slovenia                                                             | Torneo Acropolis 2007                                                | 20                                                                   | [ 95 ]                                                               |
| 21/08/2007                                                           | Atene                                                                | Grecia                                                               | 72 - 62                                                              | Italia                                                               | Torneo Acropolis 2007                                                | 10                                                                   | [ 96 ]                                                               |
| 22/08/2007                                                           | Atene                                                                | Italia                                                               | 70 - 86                                                              | Lituania                                                             | Torneo Acropolis 2007                                                | 6                                                                    | [ 97 ]                                                               |
| 24/08/2007                                                           | Bamberga                                                             | Italia                                                               | 59 - 77                                                              | Russia                                                               | Torneo amichevole                                                    | 7                                                                    | [ 98 ]                                                               |
| 25/08/2007                                                           | Bamberga                                                             | Italia                                                               | 79 - 60                                                              | Portogallo                                                           | Torneo amichevole                                                    | 0                                                                    | [ 99 ]                                                               |
| 26/08/2007                                                           | Bamberga                                                             | Germania                                                             | 60 - 69                                                              | Italia                                                               | Torneo amichevole                                                    | 0                                                                    | [ 100 ]                                                              |
| 30/08/2007                                                           | Roma                                                                 | Italia                                                               | 52 - 73                                                              | Grecia                                                               | Amichevole                                                           | 6                                                                    | [ 101 ]                                                              |
| 03/09/2007                                                           | Alicante                                                             | Italia                                                               | 68 - 69                                                              | Slovenia                                                             | EuroBasket 2007 - 1ª fase a gironi                                   | 7                                                                    | [ 102 ]                                                              |
| 04/09/2007                                                           | Alicante                                                             | Italia                                                               | 62 - 69                                                              | Francia                                                              | EuroBasket 2007 - 1ª fase a gironi                                   | 15                                                                   | [ 103 ]                                                              |
| 05/09/2007                                                           | Alicante                                                             | Italia                                                               | 79 - 70                                                              | Polonia                                                              | EuroBasket 2007 - 1ª fase a gironi                                   | 20                                                                   | [ 104 ]                                                              |
| 08/09/2007                                                           | Madrid                                                               | Italia                                                               | 74 - 79                                                              | Lituania                                                             | EuroBasket 2007 - 2ª fase a gironi                                   | 9                                                                    | [ 105 ]                                                              |
| 10/09/2007                                                           | Madrid                                                               | Italia                                                               | 84 - 75                                                              | Turchia                                                              | EuroBasket 2007 - 2ª fase a gironi                                   | 17                                                                   | [ 106 ]                                                              |
| 12/09/2007                                                           | Madrid                                                               | Italia                                                               | 58 - 67                                                              | Germania                                                             | EuroBasket 2007 - 2ª fase a gironi                                   | 25                                                                   | [ 107 ]                                                              |
| 14/07/2009                                                           | Bormio                                                               | Italia                                                               | 64 - 63                                                              | Rep. Ceca                                                            | Amichevole                                                           | 19                                                                   | [ 108 ]                                                              |
| 16/07/2009                                                           | Bormio                                                               | Italia                                                               | 85 - 49                                                              | Svezia                                                               | Torneo amichevole                                                    | 12                                                                   | [ 109 ]                                                              |
| 18/07/2009                                                           | Bormio                                                               | Italia                                                               | 89 - 97                                                              | Rep. Ceca                                                            | Torneo amichevole                                                    | 26                                                                   | [ 110 ]                                                              |
| 25/07/2009                                                           | Trento                                                               | Italia                                                               | 91 - 69                                                              | Canada                                                               | Torneo amichevole                                                    | 22                                                                   | [ 111 ]                                                              |
| 26/07/2009                                                           | Trento                                                               | Italia                                                               | 88 - 70                                                              | Nuova Zelanda                                                        | Torneo amichevole                                                    | 20                                                                   | [ 112 ]                                                              |
| 27/07/2009                                                           | Trento                                                               | Italia                                                               | 83 - 72                                                              | Portogallo                                                           | Torneo amichevole                                                    | 13                                                                   | [ 113 ]                                                              |
| 01/08/2009                                                           | Conegliano                                                           | Italia                                                               | 81 - 75                                                              | Canada                                                               | Amichevole                                                           | 22                                                                   | [ 114 ]                                                              |
| 05/08/2009                                                           | Cagliari                                                             | Italia                                                               | 77 - 80 dts                                                          | Francia                                                              | Qual. Euro 2009                                                      | 26                                                                   | [ 115 ]                                                              |
| 11/08/2009                                                           | Vantaa                                                               | Finlandia                                                            | 75 - 77                                                              | Italia                                                               | Qual. Euro 2009                                                      | 23                                                                   | [ 116 ]                                                              |
| 14/08/2009                                                           | Pau                                                                  | Francia                                                              | 81 - 61                                                              | Italia                                                               | Qual. Euro 2009                                                      | 19                                                                   | [ 117 ]                                                              |
| 20/08/2009                                                           | Porto San Giorgio                                                    | Italia                                                               | 89 - 95                                                              | Finlandia                                                            | Qual. Euro 2009                                                      | 26                                                                   | [ 118 ]                                                              |
| 16/07/2010                                                           | Firenze                                                              | Italia                                                               | 83 - 60                                                              | Macedonia                                                            | Torneo amichevole                                                    | 14                                                                   | [ 119 ]                                                              |
| 17/07/2010                                                           | Firenze                                                              | Italia                                                               | 88 - 76                                                              | Polonia                                                              | Torneo amichevole                                                    | 22                                                                   | [ 120 ]                                                              |
| 18/07/2010                                                           | Firenze                                                              | Italia                                                               | 83 - 84                                                              | Bulgaria                                                             | Torneo amichevole                                                    | 26                                                                   | [ 121 ]                                                              |
| 24/07/2010                                                           | Parenzo                                                              | Croazia                                                              | 89 - 72                                                              | Italia                                                               | Torneo amichevole                                                    | 23                                                                   | [ 122 ]                                                              |
| 25/07/2010                                                           | Pola                                                                 | Croazia                                                              | 80 - 71                                                              | Italia                                                               | Torneo amichevole                                                    | 15                                                                   | [ 123 ]                                                              |
| 02/08/2010                                                           | Bari                                                                 | Italia                                                               | 71 - 79                                                              | Israele                                                              | Qual. Euro 2011                                                      | 20                                                                   | [ 124 ]                                                              |
| 05/08/2010                                                           | Riga                                                                 | Lettonia                                                             | 69 - 68                                                              | Italia                                                               | Qual. Euro 2011                                                      | 14                                                                   | [ 125 ]                                                              |
| 08/08/2010                                                           | Bari                                                                 | Italia                                                               | 82 - 73                                                              | Finlandia                                                            | Qual. Euro 2011                                                      | 15                                                                   | [ 126 ]                                                              |
| 11/08/2010                                                           | Bijelo Polje                                                         | Montenegro                                                           | 71 - 62                                                              | Italia                                                               | Qual. Euro 2011                                                      | 13                                                                   | [ 127 ]                                                              |
| 17/08/2010                                                           | Tel Aviv                                                             | Israele                                                              | 76 - 81                                                              | Italia                                                               | Qual. Euro 2011                                                      | 14                                                                   | [ 128 ]                                                              |
| 20/08/2010                                                           | Bari                                                                 | Italia                                                               | 109 - 93                                                             | Lettonia                                                             | Qual. Euro 2011                                                      | 19                                                                   | [ 129 ]                                                              |
| 23/08/2010                                                           | Vantaa                                                               | Finlandia                                                            | 83 - 85                                                              | Italia                                                               | Qual. Euro 2011                                                      | 23                                                                   | [ 130 ]                                                              |
| 26/08/2010                                                           | Bari                                                                 | Italia                                                               | 72 - 71                                                              | Montenegro                                                           | Qual. Euro 2011                                                      | 6                                                                    | [ 131 ]                                                              |
| 29/07/2011                                                           | Bormio                                                               | Italia                                                               | 89 - 70                                                              | Macedonia                                                            | Torneo amichevole                                                    | 16                                                                   | [ 132 ]                                                              |
| 30/07/2011                                                           | Bormio                                                               | Italia                                                               | 80 - 74                                                              | Bulgaria                                                             | Torneo amichevole                                                    | 19                                                                   | [ 133 ]                                                              |
| 05/08/2011                                                           | Nicosia                                                              | Grecia                                                               | 76 - 70                                                              | Italia                                                               | Torneo amichevole                                                    | 21                                                                   | [ 134 ]                                                              |
| 06/08/2011                                                           | Nicosia                                                              | Russia                                                               | 67 - 71                                                              | Italia                                                               | Torneo amichevole                                                    | 8                                                                    | [ 135 ]                                                              |
| 07/08/2011                                                           | Nicosia                                                              | Polonia                                                              | 72 - 88                                                              | Italia                                                               | Torneo amichevole                                                    | 30                                                                   | [ 136 ]                                                              |
| 12/08/2011                                                           | Rimini                                                               | Italia                                                               | 57 - 58                                                              | Bosnia ed Erzegovina                                                 | Torneo amichevole                                                    | 11                                                                   | [ 137 ]                                                              |
| 13/08/2011                                                           | Rimini                                                               | Italia                                                               | 67 - 61                                                              | Polonia                                                              | Torneo amichevole                                                    | 13                                                                   | [ 138 ]                                                              |
| 23/08/2011                                                           | Atene                                                                | Bulgaria                                                             | 71 - 74                                                              | Italia                                                               | Torneo Acropolis 2011                                                | 18                                                                   | [ 139 ]                                                              |
| 24/08/2011                                                           | Atene                                                                | Brigham Young University                                             | 63 - 102                                                             | Italia                                                               | Torneo Acropolis 2011                                                | 15                                                                   | [ 140 ]                                                              |
| 25/08/2011                                                           | Atene                                                                | Grecia                                                               | 81 - 82 dts                                                          | Italia                                                               | Torneo Acropolis 2011                                                | 21                                                                   | [ 141 ]                                                              |
| 31/08/2011                                                           | Šiauliai                                                             | Serbia                                                               | 80 - 68                                                              | Italia                                                               | EuroBasket 2011 - Fase a gironi                                      | 9                                                                    | [ 142 ]                                                              |
| 01/09/2011                                                           | Šiauliai                                                             | Germania                                                             | 76 - 62                                                              | Italia                                                               | EuroBasket 2011 - Fase a gironi                                      | 15                                                                   | [ 143 ]                                                              |
| 02/09/2011                                                           | Šiauliai                                                             | Lettonia                                                             | 62 - 71                                                              | Italia                                                               | EuroBasket 2011 - Fase a gironi                                      | 11                                                                   | [ 144 ]                                                              |
| 04/09/2011                                                           | Šiauliai                                                             | Francia                                                              | 91 - 84                                                              | Italia                                                               | EuroBasket 2011 - Fase a gironi                                      | 19                                                                   | [ 145 ]                                                              |
| 05/09/2011                                                           | Šiauliai                                                             | Israele                                                              | 96 - 95 dts                                                          | Italia                                                               | EuroBasket 2011 - Fase a gironi                                      | 6                                                                    | [ 146 ]                                                              |
| 07/08/2013                                                           | Trento                                                               | Italia                                                               | 85 - 69                                                              | Georgia                                                              | Torneo amichevole                                                    | 21                                                                   | [ 147 ]                                                              |
| 08/08/2013                                                           | Trento                                                               | Italia                                                               | 67 - 64                                                              | Israele                                                              | Torneo amichevole                                                    | 11                                                                   | [ 148 ]                                                              |
| 09/08/2013                                                           | Trento                                                               | Italia                                                               | 76 - 65                                                              | Polonia                                                              | Torneo amichevole                                                    | 10                                                                   | [ 149 ]                                                              |
| 17/08/2013                                                           | Anversa                                                              | Belgio                                                               | 76 - 57                                                              | Italia                                                               | Torneo amichevole                                                    | 5                                                                    | [ 150 ]                                                              |
| 18/08/2013                                                           | Anversa                                                              | Israele                                                              | 78 - 74                                                              | Italia                                                               | Torneo amichevole                                                    | 8                                                                    | [ 151 ]                                                              |
| 19/08/2013                                                           | Anversa                                                              | Italia                                                               | 79 - 82                                                              | Polonia                                                              | Torneo amichevole                                                    | 24                                                                   | [ 152 ]                                                              |
| 22/08/2013                                                           | Portorose                                                            | Italia                                                               | 89 - 73                                                              | Montenegro                                                           | Torneo amichevole                                                    | 21                                                                   | [ 153 ]                                                              |
| 24/08/2013                                                           | Capodistria                                                          | Slovenia                                                             | 92 - 84                                                              | Italia                                                               | Torneo amichevole                                                    | 18                                                                   | [ 154 ]                                                              |
| 27/08/2013                                                           | Atene                                                                | Italia                                                               | 63 - 79                                                              | Lituania                                                             | Torneo Acropolis 2013                                                | 15                                                                   | [ 155 ]                                                              |
| 28/08/2013                                                           | Atene                                                                | Italia                                                               | 73 - 62                                                              | Bosnia ed Erzegovina                                                 | Torneo Acropolis 2013                                                | 14                                                                   | [ 156 ]                                                              |
| 29/08/2013                                                           | Atene                                                                | Grecia                                                               | 79 - 65                                                              | Italia                                                               | Torneo Acropolis 2013                                                | 12                                                                   | [ 157 ]                                                              |
| 04/09/2013                                                           | Capodistria                                                          | Italia                                                               | 76 - 69                                                              | Russia                                                               | EuroBasket 2013 - Fase a gironi                                      | 16                                                                   | [ 158 ]                                                              |
| 05/09/2013                                                           | Capodistria                                                          | Italia                                                               | 90 - 75                                                              | Turchia                                                              | EuroBasket 2013 - Fase a gironi                                      | 17                                                                   | [ 159 ]                                                              |
| 07/09/2013                                                           | Capodistria                                                          | Italia                                                               | 62 - 44                                                              | Finlandia                                                            | EuroBasket 2013 - Fase a gironi                                      | 7                                                                    | [ 160 ]                                                              |
| 08/09/2013                                                           | Capodistria                                                          | Italia                                                               | 81 - 72                                                              | Grecia                                                               | EuroBasket 2013 - Fase a gironi                                      | 23                                                                   | [ 161 ]                                                              |
| 12/09/2013                                                           | Lubiana                                                              | Slovenia                                                             | 84 - 77                                                              | Italia                                                               | EuroBasket 2013 - Fase a gironi                                      | 11                                                                   | [ 162 ]                                                              |
| 14/09/2013                                                           | Lubiana                                                              | Italia                                                               | 68 - 76                                                              | Croazia                                                              | EuroBasket 2013 - Fase a gironi                                      | 9                                                                    | [ 163 ]                                                              |
| 16/09/2013                                                           | Lubiana                                                              | Italia                                                               | 86 - 81                                                              | Spagna                                                               | EuroBasket 2013 - Fase a gironi                                      | 16                                                                   | [ 164 ]                                                              |
| 19/09/2013                                                           | Lubiana                                                              | Italia                                                               | 77 - 81                                                              | Lituania                                                             | EuroBasket 2013 - Quarti                                             | 22                                                                   | [ 165 ]                                                              |
| 20/09/2013                                                           | Lubiana                                                              | Italia                                                               | 58 - 66                                                              | Ucraina                                                              | EuroBasket 2013 - Semifinale 5º-8º posto                             | 7                                                                    | [ 166 ]                                                              |
| 21/09/2013                                                           | Lubiana                                                              | Serbia                                                               | 76 - 64                                                              | Italia                                                               | EuroBasket 2013 - Finale 7º-8º posto                                 | 8                                                                    | [ 167 ]                                                              |
| 14/08/2015                                                           | Tbilisi                                                              | Italia                                                               | 82 - 63                                                              | Lettonia                                                             | Torneo amichevole                                                    | 13                                                                   | [ 168 ]                                                              |
| 15/08/2015                                                           | Tbilisi                                                              | Italia                                                               | 85 - 61                                                              | Estonia                                                              | Torneo amichevole                                                    | 9                                                                    | [ 169 ]                                                              |
| 16/08/2015                                                           | Tbilisi                                                              | Georgia                                                              | 67 - 87                                                              | Italia                                                               | Torneo amichevole                                                    | 2                                                                    | [ 170 ]                                                              |
| 21/08/2015                                                           | Capodistria                                                          | Italia                                                               | 86 - 72                                                              | Finlandia                                                            | Torneo amichevole                                                    | 12                                                                   | [ 171 ]                                                              |
| 22/08/2015                                                           | Capodistria                                                          | Italia                                                               | 75 - 77                                                              | Ucraina                                                              | Torneo amichevole                                                    | 21                                                                   | [ 172 ]                                                              |
| 23/08/2015                                                           | Capodistria                                                          | Slovenia                                                             | 76 - 67                                                              | Italia                                                               | Torneo amichevole                                                    | 16                                                                   | [ 172 ]                                                              |
| 28/08/2015                                                           | Trieste                                                              | Italia                                                               | 91 - 90                                                              | Georgia                                                              | Torneo amichevole                                                    | 14                                                                   | [ 173 ]                                                              |
| 29/08/2015                                                           | Trieste                                                              | Italia                                                               | 90 - 69                                                              | Università statale del Michigan                                      | Torneo amichevole                                                    | 25                                                                   | [ 174 ]                                                              |
| 30/08/2015                                                           | Trieste                                                              | Italia                                                               | 68 - 63                                                              | Russia                                                               | Torneo amichevole                                                    | 16                                                                   | [ 175 ]                                                              |
| 05/09/2015                                                           | Berlino                                                              | Italia                                                               | 87 - 89                                                              | Turchia                                                              | EuroBasket 2015 - Fase a gironi                                      | 14                                                                   | [ 176 ]                                                              |
| 06/09/2015                                                           | Berlino                                                              | Italia                                                               | 71 - 64                                                              | Islanda                                                              | EuroBasket 2015 - Fase a gironi                                      | 12                                                                   | [ 177 ]                                                              |
| 08/09/2015                                                           | Berlino                                                              | Italia                                                               | 105 - 98                                                             | Spagna                                                               | EuroBasket 2015 - Fase a gironi                                      | 27                                                                   | [ 178 ]                                                              |
| 09/09/2015                                                           | Berlino                                                              | Italia                                                               | 89 - 82 dts                                                          | Germania                                                             | EuroBasket 2015 - Fase a gironi                                      | 17                                                                   | [ 179 ]                                                              |
| 13/09/2015                                                           | Lilla                                                                | Italia                                                               | 82 - 52                                                              | Israele                                                              | EuroBasket 2015 - Ottavi                                             | 14                                                                   | [ 180 ]                                                              |
| 16/09/2015                                                           | Lilla                                                                | Italia                                                               | 85 - 95 dts                                                          | Lituania                                                             | EuroBasket 2015 - Quarti                                             | 18                                                                   | [ 181 ]                                                              |
| 17/09/2015                                                           | Lilla                                                                | Rep. Ceca                                                            | 70 - 85                                                              | Italia                                                               | EuroBasket 2015 - Gara 5º posto                                      | 12                                                                   | [ 182 ]                                                              |
| 17/06/2016                                                           | Trento                                                               | Italia                                                               | 78 - 48                                                              | Rep. Ceca                                                            | Torneo amichevole                                                    | 15                                                                   | [ 183 ]                                                              |
| 18/06/2016                                                           | Trento                                                               | Italia                                                               | 87 - 58                                                              | Cile                                                                 | Torneo amichevole                                                    | 19                                                                   | [ 184 ]                                                              |
| 25/06/2016                                                           | Bologna                                                              | Italia                                                               | 106 - 70                                                             | Filippine                                                            | Torneo amichevole                                                    | 11                                                                   | [ 185 ]                                                              |
| 26/06/2016                                                           | Bologna                                                              | Italia                                                               | 71 - 74                                                              | Canada                                                               | Torneo amichevole                                                    | 5                                                                    | [ 186 ]                                                              |
| 04/07/2016                                                           | Torino                                                               | Italia                                                               | 68 - 41                                                              | Tunisia                                                              | Qual. Olimpiadi 2016                                                 | 11                                                                   | [ 187 ]                                                              |
| 05/07/2016                                                           | Torino                                                               | Italia                                                               | 67 - 60                                                              | Croazia                                                              | Qual. Olimpiadi 2016                                                 | 19                                                                   | [ 188 ]                                                              |
| 08/07/2016                                                           | Torino                                                               | Italia                                                               | 79 - 54                                                              | Messico                                                              | Qual. Olimpiadi 2016                                                 | 12                                                                   | [ 189 ]                                                              |
| 09/07/2016                                                           | Torino                                                               | Italia                                                               | 78 - 84 dts                                                          | Croazia                                                              | Qual. Olimpiadi 2016                                                 | 18                                                                   | [ 67 ]                                                               |
| 29/07/2017                                                           | Trento                                                               | Italia                                                               | 96 - 36                                                              | Bielorussia                                                          | Torneo amichevole                                                    | 10                                                                   | [ 190 ]                                                              |
| 30/07/2017                                                           | Trento                                                               | Italia                                                               | 66 - 57                                                              | Paesi Bassi                                                          | Torneo amichevole                                                    | 14                                                                   | [ 191 ]                                                              |
| 09/08/2017                                                           | Cagliari                                                             | Italia                                                               | 74 - 68                                                              | Finlandia                                                            | Amichevole                                                           | 15                                                                   | [ 192 ]                                                              |
| 11/08/2017                                                           | Cagliari                                                             | Italia                                                               | 75 - 70                                                              | Finlandia                                                            | Torneo amichevole                                                    | 14                                                                   | [ 193 ]                                                              |
| 13/08/2017                                                           | Cagliari                                                             | Italia                                                               | 73 - 53                                                              | Turchia                                                              | Torneo amichevole                                                    | 14                                                                   | [ 194 ]                                                              |
| 18/08/2017                                                           | Tolosa                                                               | Montenegro                                                           | 66 - 67                                                              | Italia                                                               | Torneo amichevole                                                    | 24                                                                   | [ 195 ]                                                              |
| 19/08/2017                                                           | Tolosa                                                               | Belgio                                                               | 80 - 60                                                              | Italia                                                               | Torneo amichevole                                                    | 10                                                                   | [ 196 ]                                                              |
| 20/08/2017                                                           | Tolosa                                                               | Francia                                                              | 88 - 63                                                              | Italia                                                               | Torneo amichevole                                                    | 15                                                                   | [ 197 ]                                                              |
| 23/08/2017                                                           | Atene                                                                | Serbia                                                               | 73 - 65                                                              | Italia                                                               | Torneo Acropolis 2017                                                | 20                                                                   | [ 198 ]                                                              |
| 25/08/2017                                                           | Atene                                                                | Georgia                                                              | 65 - 73                                                              | Italia                                                               | Torneo Acropolis 2017                                                | 16                                                                   | [ 199 ]                                                              |
| 31/08/2017                                                           | Tel Aviv                                                             | Israele                                                              | 48 - 69                                                              | Italia                                                               | EuroBasket 2017 - Fase a gironi                                      | 18                                                                   | [ 200 ]                                                              |
| 02/09/2017                                                           | Tel Aviv                                                             | Ucraina                                                              | 66 - 78                                                              | Italia                                                               | EuroBasket 2017 - Fase a gironi                                      | 26                                                                   | [ 201 ]                                                              |
| 03/09/2017                                                           | Tel Aviv                                                             | Lituania                                                             | 78 - 73                                                              | Italia                                                               | EuroBasket 2017 - Fase a gironi                                      | 14                                                                   | [ 202 ]                                                              |
| 05/09/2017                                                           | Tel Aviv                                                             | Germania                                                             | 61 - 55                                                              | Italia                                                               | EuroBasket 2017 - Fase a gironi                                      | 12                                                                   | [ 203 ]                                                              |
| 06/09/2017                                                           | Tel Aviv                                                             | Georgia                                                              | 69 - 71                                                              | Italia                                                               | EuroBasket 2017 - Fase a gironi                                      | 15                                                                   | [ 204 ]                                                              |
| 09/09/2017                                                           | Istanbul                                                             | Finlandia                                                            | 57 - 70                                                              | Italia                                                               | EuroBasket 2017 - Ottavi                                             | 22                                                                   | [ 205 ]                                                              |
| 13/09/2017                                                           | Istanbul                                                             | Italia                                                               | 67 - 83                                                              | Serbia                                                               | EuroBasket 2017 - Quarti                                             | 18                                                                   | [ 68 ]                                                               |
| 09/08/2019                                                           | Verona                                                               | Italia                                                               | 70 - 72                                                              | Russia                                                               | Torneo amichevole                                                    | 11                                                                   | [ 206 ]                                                              |
| 10/08/2019                                                           | Verona                                                               | Italia                                                               | 72 - 54                                                              | Venezuela                                                            | Torneo amichevole                                                    | 5                                                                    | [ 207 ]                                                              |
| 16/08/2019                                                           | Atene                                                                | Grecia                                                               | 83 - 63                                                              | Italia                                                               | Torneo Acropolis 2019                                                | 13                                                                   | [ 208 ]                                                              |
| 17/08/2019                                                           | Atene                                                                | Italia                                                               | 64 - 96                                                              | Serbia                                                               | Torneo Acropolis 2019                                                | 16                                                                   | [ 209 ]                                                              |
| 18/08/2019                                                           | Atene                                                                | Italia                                                               | 70 - 72                                                              | Turchia                                                              | Torneo Acropolis 2019                                                | 6                                                                    | [ 210 ]                                                              |
| 23/08/2019                                                           | Shenyang                                                             | Italia                                                               | 65 - 71                                                              | Serbia                                                               | Torneo amichevole                                                    | 18                                                                   | [ 211 ]                                                              |
| 25/08/2019                                                           | Shenyang                                                             | Italia                                                               | 80 - 82                                                              | Francia                                                              | Torneo amichevole                                                    | 20                                                                   | [ 212 ]                                                              |
| 26/08/2019                                                           | Anshan                                                               | Italia                                                               | 82 - 88                                                              | Nuova Zelanda                                                        | Torneo amichevole                                                    | 19                                                                   | [ 213 ]                                                              |
| 31/08/2019                                                           | Foshan                                                               | Italia                                                               | 108 - 62                                                             | Filippine                                                            | Mondiali 2019 - 1ª fase a gironi                                     | 9                                                                    | [ 214 ]                                                              |
| 02/09/2019                                                           | Foshan                                                               | Italia                                                               | 92 - 61                                                              | Angola                                                               | Mondiali 2019 - 1ª fase a gironi                                     | 17                                                                   | [ 215 ]                                                              |
| 04/09/2019                                                           | Foshan                                                               | Italia                                                               | 77 - 92                                                              | Serbia                                                               | Mondiali 2019 - 1ª fase a gironi                                     | 15                                                                   | [ 216 ]                                                              |
| 06/09/2019                                                           | Wuhan                                                                | Italia                                                               | 60 - 67                                                              | Spagna                                                               | Mondiali 2019 - 2ª fase a gironi                                     | 7                                                                    | [ 217 ]                                                              |
| 08/09/2019                                                           | Wuhan                                                                | Italia                                                               | 94 - 89 dts                                                          | Porto Rico                                                           | Mondiali 2019 - 2ª fase a gironi                                     | 27                                                                   | [ 218 ]                                                              |
| Totale                                                               |                                                                      | Presenze                                                             | 154                                                                  |                                                                      | Punti                                                                | 2 258                                                                |                                                                      |

## Palmarès

### Club
- Coppa Italia: 1

Virtus Bologna: 2001-02
- Campionato italiano: 3

Fortitudo Bologna: 2004-05
Virtus Bologna: 2020-21, 2024-25
- Supercoppa italiana: 4

Fortitudo Bologna: 2005
Virtus Bologna: 2021, 2022, 2023
- Campionato NBA: 1

San Antonio Spurs: 2014
- Eurocup: 1

Virtus Bologna: 2021-22

### Individuale
- MVP Supercoppa italiana: 1

2005
- NBA Three-point Shootout: 1

2014
- MVP Serie A: 1

Virtus Bologna: 2023-2024
- Legend Gazzetta Sports Awards (2020)

## Testimonial
Nell'ottobre 2014 Comau lo sceglie come testimonial del robot Racer.

## Opere
- Marco Belinelli. Alla fine ho vinto, di Daniele Labanti, Bologna, Minerva Edizioni, 2014, ISBN 978-88-7381-601-0
- Pokerface. Da San Giovanni in Persiceto al titolo NBA, con Alessandro Mamoli, Milano, Baldini & Castoldi, 2015, ISBN 978-88-68-52821-8.